# Erik Silye
Erik Silye (Orosháza, 12 giugno 1996) è un calciatore ungherese, difensore del Paks.

## Statistiche

### Presenze e reti nei club
Statistiche aggiornate al 24 gennaio 2023.
| Stagione                | Squadra                 | Campionato              | Campionato | Campionato | Coppe nazionali | Coppe nazionali | Coppe nazionali | Coppe continentali | Coppe continentali | Coppe continentali | Altre coppe | Altre coppe | Altre coppe | Totale | Totale | Totale |
| Stagione                | Squadra                 | Comp                    | Pres       | Reti       | Comp            | Pres            | Reti            | Comp               | Pres               | Reti               | Comp        | Pres        | Reti        | Pres   | Reti   |        |
| ----------------------- | ----------------------- | ----------------------- | ---------- | ---------- | --------------- | --------------- | --------------- | ------------------ | ------------------ | ------------------ | ----------- | ----------- | ----------- | ------ | ------ | ------ |
| 2014-2015               | Ferencváros             | NBI                     | -          | -          | MK+CdL          | 0+2             | 0               | UEL                | -                  | -                  | -           | -           | -           | 2      | 0      |        |
| 2015-2016               | Ferencváros             | NBI                     | -          | -          | MK              | 1               | 0               | UEL                | -                  | -                  | SU          | -           | -           | 1      | 0      |        |
| Totale Ferencváros      | Totale Ferencváros      | Totale Ferencváros      | -          | -          |                 | 3               | 0               |                    | -                  | -                  |             | -           | -           | 3      | 0      |        |
| 2015-2016               | Ferencváros II          | NBIII                   | 26         | 2          | -               | -               | -               | -                  | -                  | -                  | -           | -           | -           | 26     | 2      |        |
| 2016-2017               | Soroksár                | NBII                    | 32         | 1          | MK              | 0               | 0               | -                  | -                  | -                  | -           | -           | -           | 32     | 1      |        |
| 2017-2018               | Soroksár                | NBII                    | 23         | 3          | MK              | 1               | 0               | -                  | -                  | -                  | -           | -           | -           | 24     | 3      |        |
| Totale Soroksár         | Totale Soroksár         | Totale Soroksár         | 55         | 4          |                 | 1               | 0               |                    | -                  | -                  |             | -           | -           | 56     | 4      |        |
| 2018-2019               | Mezőkövesd-Zsóry        | NBI                     | 20         | 0          | MK              | 4               | 1               | -                  | -                  | -                  | -           | -           | -           | 24     | 1      |        |
| 2019-2020               | Mezőkövesd-Zsóry        | NBI                     | 21         | 2          | MK              | 5               | 0               | -                  | -                  | -                  | -           | -           | -           | 26     | 2      |        |
| Totale Mezőkövesd-Zsóry | Totale Mezőkövesd-Zsóry | Totale Mezőkövesd-Zsóry | 41         | 2          |                 | 9               | 1               |                    | -                  | -                  |             | -           | -           | 50     | 3      |        |
| 2020-2021               | Vasas                   | NBII                    | 34         | 5          | MK              | 1               | 0               | -                  | -                  | -                  | -           | -           | -           | 35     | 5      |        |
| 2021-2022               | Vasas                   | NBII                    | 37         | 4          | MK              | 1               | 0               | -                  | -                  | -                  | -           | -           | -           | 38     | 4      |        |
| 2022-2023               | Vasas                   | NBI                     | 16         | 0          | MK              | 0               | 0               | -                  | -                  | -                  | -           | -           | -           | 16     | 0      |        |
| Totale Vasas            | Totale Vasas            | Totale Vasas            | 87         | 9          |                 | 2               | 0               |                    | -                  | -                  |             | -           | -           | 89     | 9      |        |
| Totale carriera         | Totale carriera         | Totale carriera         | 209        | 15         |                 | 15              | 1               |                    | -                  | -                  |             | -           | -           | 224    | 16     |        |

## Palmarès

### Club

#### Competizioni nazionali
- Coppa di Lega ungherese: 1

Ferencváros: 2014-2015
- Coppa d'Ungheria: 2

Ferencváros: 2015-2016
Paks: 2024-2025
- Nemzeti Bajnokság II: 1

Vasas: 2021-2022